# Seamus Murphy
Pour les articles homonymes, voir Murphy.
Seamus Murphy est un photographe et réalisateur britannique d'origine irlandaise né en 1959. 

## Biographie
Entre 1994 et 2010, il effectua plusieurs voyages en Afghanistan et en résulta un documentaire en 2011 A Darkness Visible: Afghanistan.

## Expositions
- septembre 2004 : Oxo Gallery, Oxo Tower Wharf, Londres
- juillet à septembre 2008 : Asia House, Londres